# Vincenzo Aita
Vincenzo Aita (Eboli, 14 settembre 1948) è un politico italiano, europarlamentare dal 2006 al 2009.

## Biografia
Comincia la sua carriera politica con Alleanza Contadina (1972-76) di cui è dirigente provinciale salernitano. 
È stato poi membro della segreteria provinciale del PCI di Salerno (1976-80) e membro del comitato centrale del PCI (1975-83). Dal 1983 al 1996 è consigliere al comune di Eboli e assessore comunale alle finanze (1987-88). Consigliere regionale della Campania (1980-85). 
Dopo la svolta della Bolognina aderisce a Rifondazione Comunista, con cui dal 2000 al 2004 è assessore regionale all'agricoltura nella giunta di Antonio Bassolino.
Alle elezioni del 2004 ottiene 11 237 preferenze nella circoscrizione sud. Inizialmente non viene eletto, ma diventa poi deputato del Parlamento europeo nel giugno 2006, dopo la rinuncia di Corrado Gabriele. Iscritto al gruppo della Sinistra Unitaria Europea/Sinistra Verde Nordica, è stato membro della Commissione per i problemi economici e monetari e membro sostituto della Commissione per l'agricoltura e lo sviluppo rurale. Dal 2009 ha aderito al Movimento per la Sinistra di Nichi Vendola. Nello stesso anno conclude il proprio mandato europarlamentare.